# 고수동 거욱대
고수동 거욱대는 제주특별자치도 서귀포시 남원읍 신흥리에 있는 돌탑이다.
2019년 11월 27일 제주특별자치도의 향토유형유산 제28호로 지정되었다.

## 지정 사유
고수동마을에서 남쪽을 바라봤을 때 남쪽바닷가 방면이 허하다 하여 액운을 몰고 온다는 속설에 따라 지역주민이 모여 설치, 4.3사건 때 훼손되어 방치해두다가 1963년 복원하였으나, 이후 하천공사와 도로포장 등 여러 가지 요인에 따라 현재 상태로 남게 되었다고 한다.
계곡에 인접하여 마을 경계에 세워진 고수동 거욱대는 남아있는 사진 자료에 의하면 반타원형의 돌무지 위에 새를 형상화한 십자형태의 나무조형이 세워져있던 원형을 가진 거욱대이다. 그러나 현재는 도로변에 인접한 부분의 돌무지 상단부가 상당부분 허물어져 있으며 돌무지 내부에 넝쿨이 자라고 그 앞쪽으로 커다란 나무가 자라고 있어 그 원형을 온전히 확인할 수 없지만, 계곡 쪽으로 남아있는 면은 상단부 일부를 제외하고는 대부분 온전하게 남아있어 주변의 잡목을 제거하고 뒤편의 잔존부분과 10여 년 전의 사진자료 등을 근거로 원형에 가깝게 복원이 가능할 것으로 판단되어 향토유산적 가치가 충분한 것으로 보인다.